# تايجو روكينباش
تايجو روكينباش (بالبرتغالية: Thiago Rockenbach‏) (1 فبراير 1985 في البرازيل - ) هو لاعب كرة قدم برازيلي في مركز الوسط. لعب مع آر بي لايبزيغ ودينامو برلين وفورتونا دوسلدورف وفيردر بريمن وFC Rot-Weiß Erfurt ‏ وفيردر بريمن 2 ‏ وHertha BSC II ‏.

## وصلات خارجية
- تايجو روكينباش على موقع قاعدة بيانات كرة القدم.إي يو (الإنجليزية)
- تايجو روكينباش على موقع بيانات كرة القدم. دي إي (الألمانية)
- تايجو روكينباش على موقع عالم كرة القدم.نت (الإنجليزية)